# Mover Participações
Mover Participações (anteriormente Grupo Camargo Corrêa) es un conglomerado de empresas de capital cerrado y control familiar. El holding tiene sede en la ciudad de São Paulo e invierte en los sectores de ingeniería y construcción, cemento, concesiones de energía y transporte, transporte público, industria naval y en los sectores petrolífero e inmobiliario.

## Historia
El 27 de marzo de 1939, en la ciudad de São Paulo, estado de São Paulo, tiene lugar la fundación de una constructora cuya razón social era Camargo, Corrêa & Compañía Limitada – Ingenieros y Constructores. Los socios fundadores fueron Sebastião Camargo, Sylvio Brand Corrêa y Mauro Marcondes Calasans. La sede estaba en la calle Xavier de Toledo, centro de la capital paulista, y la inversión inicial fue de 200 000 reales.

### Crecimiento
Al largo de su trayectoria, el grupo se diversificó en varias áreas de negocio, incluyendo obras de infraestructura en Brasil y en el exterior. La empresa creció en el ramo de ingeniería y construcción, principalmente entre 1968 y 1973, periodo conocido como del milagro económico brasileño, haciéndose un grupo fuerte y diversificado.
En 2013, actuaba en 20 estados brasileños y en 22 países, concluyendo el año con 65 000 empleados. Sus áreas de actuación aquel año eran: ingeniería y construcción, inmobiliaria, naval, cemento, vestuario y calzados, concesiones de transporte y energía y otros (menos del 1% de la cesta), como agropecuaria.

## Control
Con la muerte de la viuda de Sebastião Camargo, el 20 de abril de 2013, Dirce Camargo, que estaba en el control del grupo, este pasó a ser controlado por las hijas de la pareja, Renata de Camargo Nacimiento, Regina Camargo Pires Oliveira Días y Rosana Camargo de Arruda Botelho, representadas por los maridos de Renata y Regina, respectivamente Luiz Roberto Ortiz Nacimiento y Carlos Pires Oliveira Días. El marido de Rosana, Fernando de Arruda Botelho, falleció el 13 de abril de 2012 en un accidente aéreo en la ciudad de Itirapina, interior de SP. Él ya había ocupado el cargo de vicepresidente del grupo y se alejó del cargo, indicando el americano Albrecht Curt Reuter-Domenech en su lugar. El presidente del consejo de administración es Vitor Hallack.

## Áreas de actuación
Cemento
La InterCement Participaciones S.A. estaba en 2013 entre los diez mayores productores mundiales del sector, con cuarenta unidades de producción en ocho países, en Sudamérica, Europa y África, siendo la unidad de negocio con mayor participación en la receta líquida del grupo.
La capacidad instalada aquel año era de 46 millones de toneladas/año, comercializando, además de cimento, concreto y argamassas especiales. Sus mercados, además de Brasil, estaban también en la Argentina, Portugal, Mozambique, Cabo Verde, Paraguay, Sudáfrica y Egipto. Los principales mercados, además de Brasil, cuya participación en 2013 era de casi 20% (marcas Cauê y Cimpor), con 16 unidades de producción, estaban en la Argentina, con participación del 46% (marca Loma Negra) y nueve fábricas, en Paraguay, según mayor productor del país, con 30% de participación (marca Yguazú Cementos) y Portugal, donde concluyó aquel año con 55% de participación (marca Cimpor), contando con cinco unidades de producción.
En 2013, la InterCement comercializó 28,4 millones de toneladas de cimento, 19% de más que en 2012, resultando en receta líquida de R$ 7,526 mil millones, evolución del 7,6%.pp.24
Concesiones de Energía
El grupo participa como accionista en el bloque controlador de la CPFL Energía. Actúa también en generación y comercialización de energía siendo, en 2013, la mayor del país en el segmento de generación a partir de fuentes renovables. La participación del Grupo en el bloque de control de la CPFL Energía en 2013 era del 24,4%. La energía generada por la CPFL en 2013, sumada al montante vendido por la comercializadora totalizó 18 706 GWh, 13,7% por encima del año anterior. La energía distribuida totalizó 58 463 GWh, alta del 3,1% sobre 2012.pg.28
Concesiones de Transportes
A Camargo Corrêa Inversiones Infraestructura participa del bloque de control de la CCR S.A., el mayor grupo privado de operación de infraestructura de transporte en América Latina en el área de carreteras, de transportes, como el Aeropuerto de Juan Santamaria, en San José, en Costa Rica, de Quito y Curaçao. A finales de 2012, la CCR administraba 2.438 kilómetros de carreteras en los Estados de Río de Janeiro, São Paulo y Paraná. La empresa también es la operadora de la Línea Cuatro del Metro de São Paulo, que transportó 170 millones de pasajeros en 2012. La CCR tiene 11.019 funcionários.pg.32
Ingeniería y Construcción
En ese sector, el grupo es líder en la construcción de hidrelétricas con proyectos en Sudamérica y África. En Brasil, la compañía fue contratada para las obras de construcción de las hidrelétricas de Jirau, Bello Monte, Ituango y Batalla. También participa de la construcción de líneas de metro. refinerías, puentes, sistemas de abastecimiento de agua. Esa área emplea 25.134 pessoas.pg.36
Incorporación
A Camargo Corrêa Desarrollo Inmobiliario – CCDI actúa en la incorporación de inmóviles residenciales y comerciales y también en el segmento de la clase media emergente con la subsidiária HM Engenharia.pg.44
Naval y offshore
Dos empresas son destaque en esa área de actuación del grupo. Lo Estaleiro Atlântico Sur (Pernambuco), que hoy es la mayor empresa de construcción naval del hemisferio sur; y de la Quip S.A., especializada en implantar proyectos de plataformas de petróleo offshore.pg.48

### Ventas de participaciones
Siderurgia, gestión ambiental y aeroportuário
En 2011, el grupo vendió sus participaciones en los sectores de siderurgia, gestión ambiental y aeroportuário.
Vestuario y calzados
En 23 de noviembre de 2015 el grupo vendió el control de la Alpargatas, dueña de marcas como Havaianas, Osklen, Mizuno, Timberland y Dupé, para a J&F Inversiones, dueña del Grupo JBS, por 2,667 mil millones de reales, lo que representa el precio de R$ 12,85 por acción.

## Participaciones accionariales
- Construcción y Comercio Camargo Corrêa (1939): 100%
- Camargo Corrêa Equipamientos y Sistemas (1979): 100%
- InterCement (1967): 100%
- Loma Negra (1926): 99,46%
- São Paulo Alpargatas (1907): 43,26%
- Camargo Corrêa Energía (1997): 100%
- Camargo Corrêa Transportes (1998): 100%
- Ferrosur Roca (1993): 80%
- Camargo Corrêa Desarrollo Inmobiliario (1996): 65,49%
- Santista Textil (1929): 99,08%
- Muero Rojo Taxi Aéreo S.A. (1970): 100%
- Arrossensal Agropecuaria e Industrial (1965): 100%
- Cauê Cimentos S.A. 99,88%
- Yguazú Cementos S.A. 35%
- Estaleiro Atlântico Sur: 49,5%
- VCB 100%
- CCR 17%
- Unimar Transportes Colectivos LTDA

## Hechos polémicos

### Campos Nuevos
El grupo participó en un consorcio (Engevix Ingeniería y GE-Andritz Hydro & Inepar de Brasil) responsable de la construcción de la Barragem de Campos Nuevos, en Santa Catarina, que de desmoronó en junio de 2006, causando graves daños en la región, tanto ambientales cuanto para los habitantes. El perjuicio fue estimado en aproximadamente 1 000 millones de reales. 

## Casos de Corrupción

### Castillo de Arena
En marzo de 2009, la Policía Federal (PF) desarrolló la operación Castillo de Arena, que investigó indicios de fraude financiero de la constructora. Las investigaciones de la PF apuntaron hacia donaciones ilegales a siete partidos: PSDB, PPS, PSB, PDT, DEM, PP y el PMDB del Pará. El DEM, PPS y PSDB negaron haber recibido donaciones ilegales de la constructora. El 1 de diciembre de 2009, el Ministerio Público Federal (MPF) imputó a Fernando Botelho, vicepresidente de la empresa, y a dos directores más del grupo por corrupción, fraude, falsedad ideológica y lavado de dinero. En enero de 2010, la justicia autorizó la PF a abrir 19 interrogatorios para esclarecer actos de corrupción activa y pasiva en los casos Rodoanel Mário Covas y la Línea 4 del Metro de São Paulo. 
El 5 de abril de 2011, a 6.ª Turma del Superior Tribunal de Justicia (STJ) decidió que las escuchas telefónicas y la aprehensión de documentos no tenían validez legal, pues fueron autorizadas con base en una única denuncia anónima sin investigación preliminar o indicio de irregularidades, lo que negaba la garantía de los derechos individuales establecidos en la Constitución Federal. Esta decisión en la práctica dio carpetazo a los actos jurídicos concurrentes en la operación.

### Operación Lava Jato
La constructora Camargo Correa también se hizo blanco de la Operación Lava Jato de la PF, que investigaba un esquema de lavado de dinero y evasión de divisas envolviendo la estatal Petrobras. El caso estalló el 17 de marzo de 2014. La operación desmontó un esquema que, según las autoridades policiales, movió más de R$ 10 000 millones (pudiendo pasar de R$20 000, en consonancia con la fuerza del MPF). En noviembre de 2014, durante a 7.ª fase de la operación, bautizada de Juízo Final, a 13.ª vara de la Justicia Federal de Curitiba emitió una serie de mandados de prisión temporal y preventiva, búsqueda y detención y de conducción coercitiva de personas investigadas. Fue expedido un mandado de prisión preventiva para Eduardo Hermelino Leche, director y vicepresidente del Mover Participações S.A. La justicia aún extendió un mandado de prisión temporal de 5 días para João Ricardo Auler, presidente del consejo de administración de Construcciones y Comercio Camargo Corrêa S.A y Dalton de Santos Avancini, director presidente de la Camargo Corrêa Construcciones y Participaciones S.A. Fue aún realizada una conducción coercitiva para Edmundo Trujillo, Director del Consorcio Nacional Camargo Corrêa.